# Skała Matki Boskiej

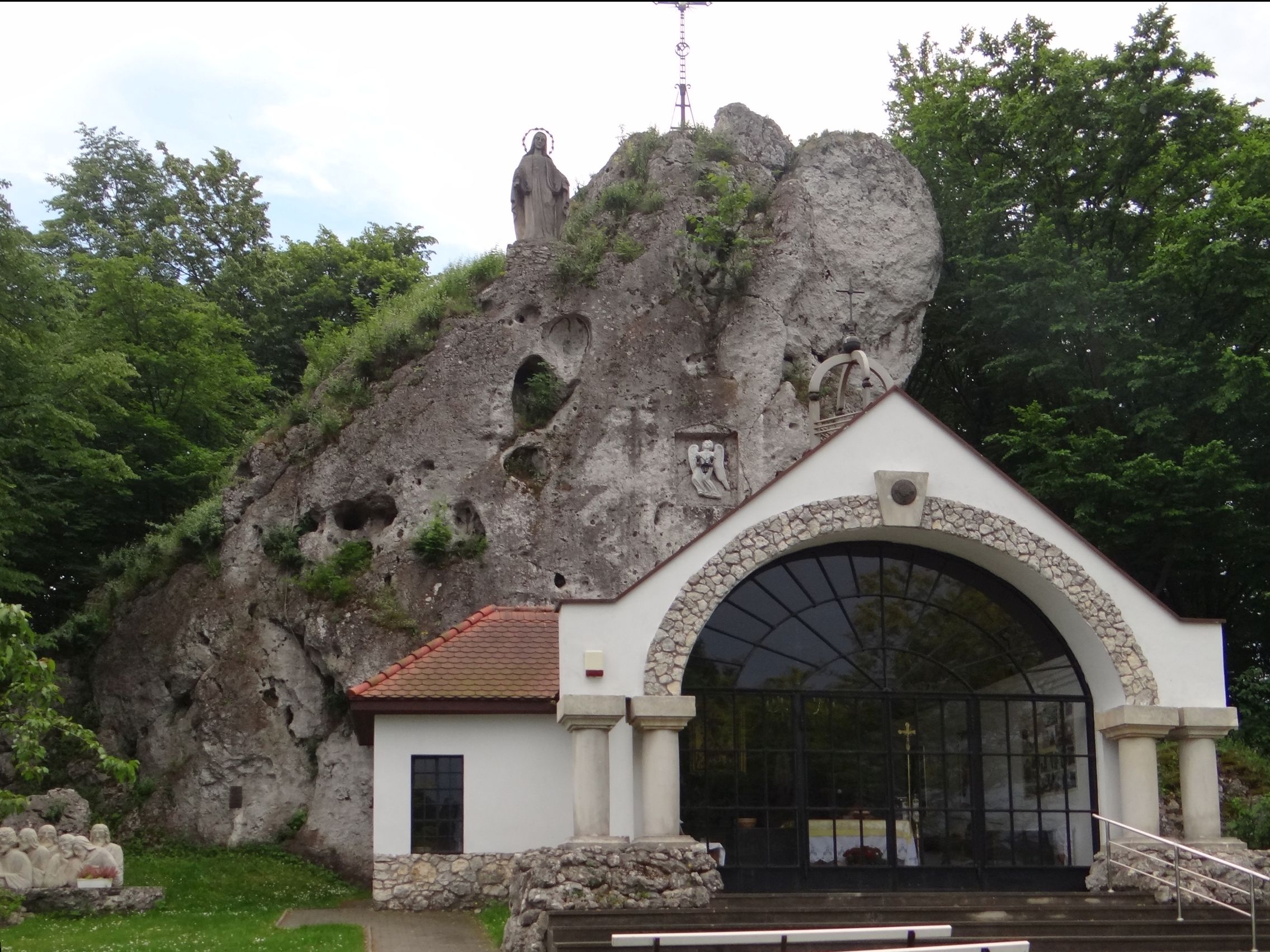
Skała i kaplica

Skała Matki Boskiej – skała we wsi Podzamcze w województwie śląskim, w powiecie zawierciańskim, w gminie Ogrodzieniec. Znajduje się przy drodze wojewódzkiej nr 790. Jest to wysoki na kilkanaście metrów wapienny ostaniec. Na skale tej w 1818 r. jednemu z mieszkańców wsi Podzamcze ukazał się obraz Matki Boskiej. Skała z czasem stała się miejscem kultu religijnego. W 1862 r. zamontowano na skale obraz przeniesiony z kaplicy na Zamku Ogrodzieniec. W latach 50. XX wieku wybudowano tutaj kaplicę. W 2000 r. pod skałą wybudowano nową kaplicę i zagospodarowano całe otoczenie skały. Powstało Sanktuarium Matki Boskiej Skałkowej. Obraz Matki Boskiej ze skały przeniesiono do kaplicy, na skale natomiast zamontowano figurkę Matki Boskiej, aniołka i krzyż.